# Langanki (powiat kętrzyński)
Langanki (niem. Langanken) – wieś w Polsce położona w województwie warmińsko-mazurskim, w powiecie kętrzyńskim, w gminie Kętrzyn.
W latach 1975–1998 miejscowość należała administracyjnie do województwa olsztyńskiego.
W roku 2000 w Langankach mieszkało 127 osób.